# ネフタリ・ソト・サンティアゴ
ネフタリ・ソト・サンティアゴ（スペイン語: Neftalí Soto Santiago）は、プエルトリコの農場経営者にして弁護士。過去2度にわたってプエルトリコ農務長官を務めた。プエルトリコ中西部の都市ラレス出身。
1993年から1996年までペドロ・ロセジョー知事の下で農務長官を務めた後、2012年にルイス・フォルトゥーニョ知事により再び農務長官に任命された。農場経営者としてはコーヒー栽培を専門としていた。